# Кипиево (сельское поселение)
Кипиево — административно-территориальная единица (административная территория село с подчинённой ему территорией) и муниципальное образование (сельское поселение с полным официальным наименованием муниципальное образование сельского поселения «Кипиево») в составе муниципального района Ижемского в Республике Коми Российской Федерации.
Административный центр — село Кипиево.

## История
Статус и границы административной территории установлены Законом Республики Коми от 6 марта 2006 года № 13-РЗ «Об административно-территориальном устройстве Республики Коми».
Статус и границы сельского поселения установлены Законом Республики Коми от 5 марта 2005 года № 11-РЗ «О территориальной организации местного самоуправления в Республике Коми»

## Население
| 2010 | 2011 | 2012 | 2013 | 2014 | 2015 | 2016 |
| ---- | ---- | ---- | ---- | ---- | ---- | ---- |
| 909  | ↘902 | ↘851 | ↘816 | ↗820 | ↘814 | ↘807 |
| 2017 | 2018 | 2019 | 2020 | 2021 |      |      |
| ↘785 | ↘758 | ↘723 | ↘721 | ↘681 |      |      |

## Состав
Состав административной территории и сельского поселения:
| № | Населённый пункт | Тип населённого пункта       | Население |
| - | ---------------- | ---------------------------- | --------- |
| 1 | Кипиево          | село, административный центр | ↘773      |
| 2 | Чаркабож         | деревня                      | 136       |